# Tuffi ai Giochi della XXIX Olimpiade - Trampolino 3 metri sincro femminile
Il concorso dei tuffi dal trampolino 3 metri sincro femminile si è svolto il 10 agosto 2008 presso il Centro acquatico nazionale di Pechino. Alle gare hanno partecipato otto coppie di atlete provenienti da otto nazioni differenti.
La medaglia d'oro è stata vinta dalla coppia cinese composta da Guo Jingjing e Wu Minxia, che ha preceduto le russe Julija Pachalina e Anastasija Pozdnjakova, argento, e le tedesche Ditte Kotzian e Heike Fischer, bronzo.

## Risultati
| Pos.    | Nazione       | Atlete                                  | T1    | T2    | T3    | T4    | T5    | Tot.   |
| ------- | ------------- | --------------------------------------- | ----- | ----- | ----- | ----- | ----- | ------ |
| Oro     | Cina          | Guo Jingjing Wu Minxia                  | 52,80 | 57,60 | 75,60 | 81,90 | 75,60 | 343,50 |
| Argento | Russia        | Julija Pachalina Anastasija Pozdnjakova | 52,80 | 51,00 | 69,30 | 77,43 | 73,08 | 323,61 |
| Bronzo  | Germania      | Ditte Kotzian Heike Fischer             | 51,00 | 51,60 | 68,40 | 70,20 | 76,50 | 318,90 |
| 4       | Stati Uniti   | Kelci Bryant Ariel Rittenhouse          | 52,80 | 51,00 | 69,30 | 69,30 | 72,00 | 314,40 |
| 5       | Australia     | Briony Cole Sharleen Stratton           | 52,20 | 51,60 | 68,40 | 67,14 | 72,00 | 311,34 |
| 6       | Italia        | Noemi Batki Francesca Dallapé           | 48,00 | 51,60 | 68,40 | 70,20 | 58,50 | 296,70 |
| 7       | Ucraina       | Mariya Voloshchenko Anna Pysmenska      | 49,80 | 48,00 | 63,80 | 65,70 | 65,70 | 293,10 |
| 8       | Gran Bretagna | Tandi Gerrard Hayley Sage               | 46,80 | 48,60 | 53,70 | 65,29 | 63,84 | 278,25 |